# علی ساری
علی ساری، چهره سیاسی اصلاح طلب و نماینده مردم اهواز، باوی، حمیدیه و کارون در دهمین دوره مجلس شورای اسلامی است.

## نماینده اهواز در مجلس دهم
در دهمین دوره انتخابات مجلس شورای اسلامی، علی ساری، در لیست ائتلاف فراگیر اصلاح طلبان: گام دوم در اهواز حضور داشت و در دور اول ششم شد و نتوانست اکثریت مطلق آرا را بدست آورد. وی در دور دوم توانست با ۱۱۳٬۳۵۱ رأی از مجموع ۲۶۷٬۵۸۹ رأی مأخوذه صحیح بعنوان نفر دوم اهواز، وارد مجلس دهم شود. تمامی افراد لیست امید در اهواز به مجلس راه پیدا کردند.
- عضو كمسيون اجتماعي مجلس شوراي اسلامي
- دبیر هیات رئیسه كمسيون تلفیق برنامه ششم
- رئیس کمیته نفت ، گاز و انرژی کمسيون اجتماعي
- نائب رئیس كمسيون اجتماعی

## سوابق
علی ساری، متولد سال ۱۳۵۵ در شهر رفیع از توابع شهرستان دشت آزادگان در خانواده‌ای مذهبی دیده به جهان گشود. سال ۵۹ با حمله وحشیانه رژیم بعث با خانواده مجبور به ترک خانه و کاشانه و سکونت در شهرک بلال که مخصوص آوارگان جنگ بود شدند. از همان آغاز جنگ ایران و عراق پدرش داوطلبانه به جبهه‌های جنگ رفت. پس از شکست حصر سوسنگرد در آنجا ساکن شدند. یکسال بعد علی ساری به مدرسه رفت. سال ۱۳۶۷ به همراه خانواده به اهواز نقل مکان نمودند و در مدرسه ناصر خسرو سپیدار دوران راهنمایی را پشت سر گذاشت سپس به مدرسه نمونه دولتی دکتر حسابی وارد و موفق به اخذ دیپلم ریاضی و فیزیک شد.
علی ساری در بیست سالگی در سال ۷۵ با رتبه برتر وارد دانشگاه صنعتی اصفهان و به مدرک کارشناسی مهندسی برق قدرت دست یافت. در سال ۷۹ در دانشگاه امیر کبیر تهران پذیرفته در مقطع کارشناسی ارشد پذیرفته شد. در سال ۸۰ به دلیل استعداد و نبوغش پس از سه ماه نظر استادانش را جلب کرد و در قسمت تعمیرات و بازرسی برق پتروشیمی شیراز بعنوان مهندس ناظر انتخاب شد.
ساری در دی ماه ۸۰ بعنوان سرپرست نیروگاه سیکل ترکیبی رشت انتخاب شد. در فروردین ۸۱ در کشور ایتالیا (در شهرهای میلان و جنوا) دوره‌های تخصصی مربوط به سیستم‌های کنترل گسترده dcs یا Distributed control system و Power management System با امتیاز عالی گذراند.
او از سال ۸۱ به مدت ۱۲ سال بعنوان سرپرست تولید نیروگاه پتروشیمی فجر مشغول بود از سال ۸۵ تدریس در دانشگاه‌ها و مراکز آموزش عالی را آغاز کرد سال ۸۵ با وجود اینکه می‌توانست در دانشگاه‌های مهمتری حضور داشته باشد بخاطر احساس دین به مناطق محروم بعنوان اولین عضو هیئت علمی گروه برق دانشگاه شادگان، را تأسیس کرد. مهندس ساری در دانشگاه‌های مختلفی در استان خوزستان به تدریس اشتغال دارد از همان آغاز تدریس بعنوان استاد دوره‌های تخصصی سیستم‌های تولید نیروگاه، پست‌های فشار قوی، gep، سیستم ارتینگ را برای شرکت ملی نفت ایران در شهرهای اهواز، آبادان ماهشهر عسلویه اصفهان کرمانشاه و…بود. سال ۹۱ در کنفرانس بین‌المللی مهندسی برق دانشگاه استکهلم سوئد KTH در زمینه‌های کنترل سیستم تولید نیروگاه با استفاده از منطق فازی و الگوریتم ژنتیک و مباحث توان راکتیو برای ایران افتخار آفرین شد.
سال ۹۲ در دانشگاه سمنان پذیرفته و در رشته برق گرایش سیستم و با موضوع Generation Expansion Planning به تحصیل دکتری phd پرداخت.
تجارب کاری
- مدیر عامل پتروشیمی بن سینا - ( PGPIC )
- عضوهیات مدیره و نائب رییس هیات مدیره
- دبیر هیات رئیسه کمیسیون تلفیق برنامه ششم
- رئیس کمیته نفت ، گاز و انرژی کمیسیون
- نائب رئیس کمیسیون اجتماعی
- سوپروایزر تعمیرات –  فجر انرژی خلیج فارس
- واحد جداسازی هوا ، واحد آب، واحد پساب
- سرپرست شیفت بهره برداری – فجر انرژی خلیج فارس - نیروگاه سیکل ترکیبی 1 و 2

مهارتها
- مسلط به زبانهای انگلیسی و عربی
- مسلط به زبانهای برنامه نویسی ماشین، فرترن و C+

از جمله سوابق اجرايي ايشان مدير عامل پتروشيمي ابن سينا از شركت هاي زير مجموعه هلدينگ خليج فارس 